# Karlheinz Deschner

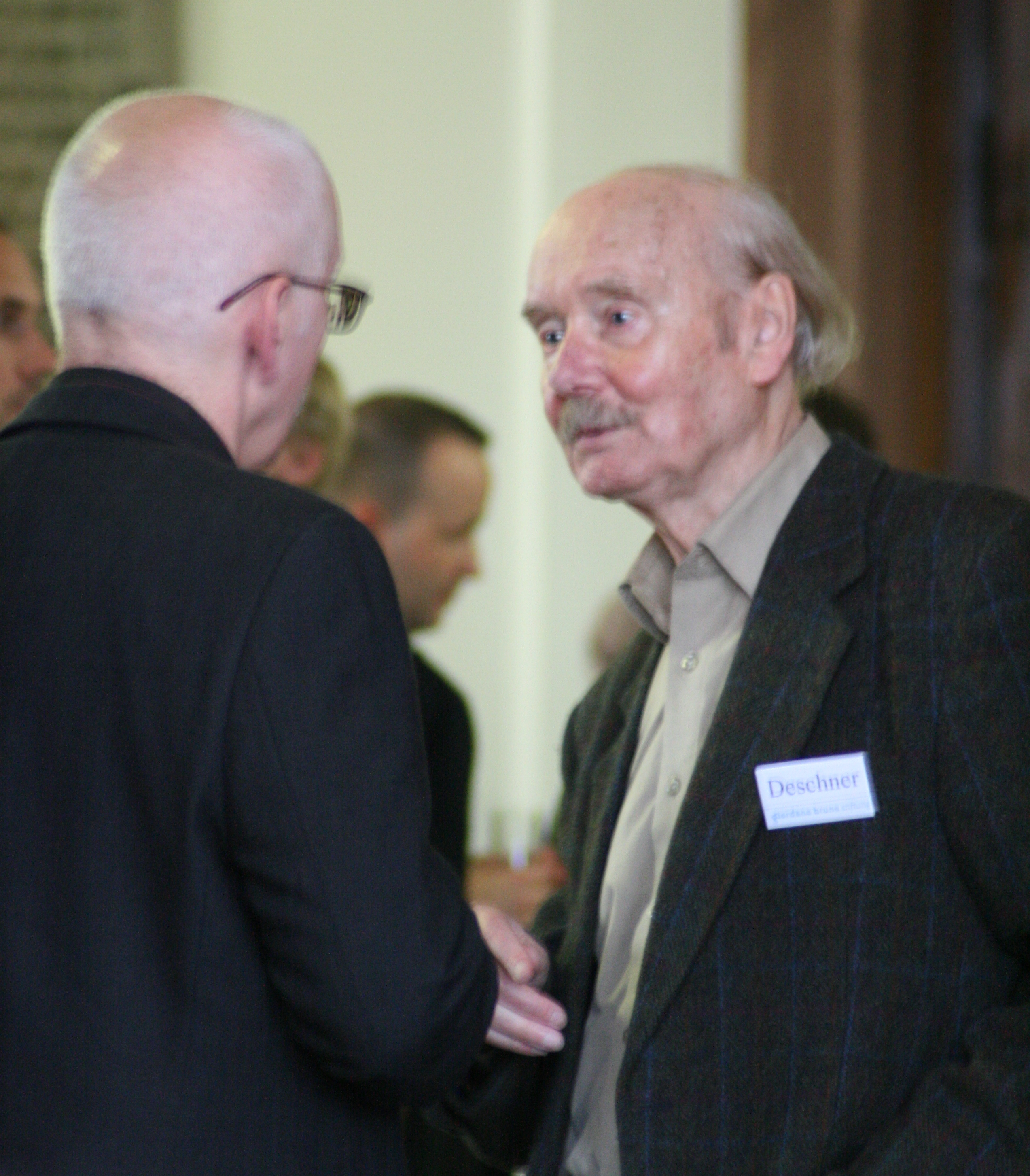
Karlheinz Deschner in gesprek met de filosoof Hans Albert

Karl Heinrich Leopold (Karlheinz) Deschner (Bamberg, 23 mei 1924 – Haßfurt, 8 april 2014) was een Duits letterkundige, schrijver, literatuurcriticus en godsdienstcriticus.
Deschner heeft onder meer romans, literatuurkritiek, essays en aforismen geschreven. Maar vooral was hij auteur van een aantal populair-historische studies vanuit een kritische invalshoek over de geschiedenis van de kerk en de christelijke godsdienst. Zijn historische werk wordt door sommige (christelijke) specialisten bekritiseerd als onwetenschappelijk. Hoogleraar kerkelijk recht Horst Herrmann, zelf voormalig katholiek, heeft zijn werk Kriminalgeschichte des Christentums wel geprezen om de ethische inhoud.

## Levensloop
Zijn vader Karl Deschner, een houtvester en viskweker was katholiek en groeide op onder extreme armoede. Zijn moeder, Margareta Karoline Reischböck was protestant. Zij groeide op op de landgoederen van haar vader in Franken en Neder-Beieren. Ze bekeerde zich later tot het katholicisme.
Deschner was de oudste van drie kinderen. Hij volgde de lagere school in Trossenfurt (gemeente Oberaurach in het Steigerwald) van 1929 tot 1933. Daarna ging hij naar het franciscaner seminarie in Dettelbach. Hij woonde er eerst in bij het gezin van zijn peetoom en sponsor, de kerkelijke adviseur Leopold Baumann, later werd hij intern in het franciscaner seminarieklooster, Van 1934 tot 1942 volgde hij het Alte, Neue en Deutsche gymnasium in Bamberg, waar hij eindexamen aflegde in 1942. Hij was in die periode intern bij de Karmelieten en bij de Engelse Zusters. Net als de rest van zijn klas meldde hij zich als vrijwilliger aan bij de Wehrmacht. Hij werd parachutist en bleef in het leger tot aan de capitulatie. Hij raakte meermalen gewond.
Na de Tweede Wereldoorlog schreef hij zich in bij de bosbouwfaculteit van de Universiteit van München middels 'Fernimmatrikulierung', een systeem dat reeds tijdens de oorlog Duitse soldaten de mogelijkheid bood lessen te volgen per briefwisseling. Hij volgde in 1946-1947 aan de filosofisch-theologische Hogeschool in Bamberg colleges recht, theologie, filosofie en psychologie. Van 1947 tot 1951 studeerde hij aan de Universiteit van Würzburg nieuwe Duitse letterkunde. In 1951 promoveerde hij tot Dr. phil. op de thesis Lenaus Lyrik als Ausdruck metaphysischer Verzweiflung (Lenau's poëzie als uiting van metafysische twijfel). In hetzelfde jaar huwde hij de gescheiden Elfi Tuch. Uit dit huwelijk kwamen drie kinderen voort: Katja (1951), Bärbel (1958) en Thomas (1959-1984). Na een lange twist met de plaatselijke clerus over de geldigheid van hun huwelijk werden Deschner en zijn echtgenote uit de Kerk gestoten en werd hen de toegang tot de sacramenten ontzegd. In deze periode hield hij zich intens bezig met literaire studie. De filosofen Nietzsche, Kant en Schopenhauer drukten hun stempel op zijn denkwijze.
Van 1924 tot 1964 woonde Deschner in een voormalige jachthut van de prins-bisschop van Tretzendorf (Steigerwald). Daarna woonde hij twee jaar in het landhuis van een vriend in Fischbrunn (gemeente Pommelsbrunn in de Hersbrucker Schweiz). Sindsdien verbleef hij in Haßfurt am Main.
In 1956 debuteerde de 32-jarige Deschner met zijn roman Die Nacht steht um mein Haus. Het volgend jaar verscheen Was halten Sie vom Christentum? Hierin verzamelde hij bijdragen van tijdgenoten als Hermann Kesten, Heinrich Böll, Arno Schmidt, Arnold Zweig en anderen. Het geldt als zijn eerste werk met kritiek op de Kerk.

Nog in hetzelfde jaar verscheen zijn literairkritisch werk Kitsch, Konvention und Kunst (1957), in 1958 kwam de roman Florenz ohne Sonne. Het boek Abermals krähte der Hahn (1962) wordt door kerkcritici als een grondig standaardwerk beschouwd. In 1971 stond hij terecht in Neurenberg wegens smaad jegens de Kerk.
Sinds 1970 werkte hij aan zijn groots opgezette Kriminalgeschichte des Christentums (Geschiedenis van de misdaden van het Christendom). Er waren tien delen gepland. Tot 2008 zijn negen delen verschenen. In maart 2013 is het 10e deel verschenen.
Aangezien Karlheinz Deschner geen ambtenarenpost, betrekking of subsidie had, was zijn onderzoekswerk slechts mogelijk door de hulp van vrienden en lezers. Zijn grote boezemvriend en maecenas Alfred Schwarz heeft het verschijnen van het eerste deel in september 1986 nog kunnen meevieren. Thans wordt zijn werk sterk gesteund door de Duitse ondernemer Herbert Steffen, directeur van Steffen Möbel.
Tijdens de zomersemester van 1987 doceerde Deschner aan de Universiteit van Münster over 'Geschiedenis van de misdaden van het Christendom'.

## Trivia
Karlheinz Deschner was een uitgesproken vegetariër. Hij heeft vaak gezegd dat mocht hij zijn leven kunnen overdoen, hij zich zou inzetten voor een nog uitzichtlozer thema dan het bestrijden van het Christendom: het dier.

## Uitspraak
- Geloof verzet dwergen.

## Prijzen
(Voorgaande/opvolgende laureaten staan tussen haakjes)
- 1988: Arno Schmidt prijs (Koeppen, Wollschläger, Rühmkorf)
- Juni 1993: Prijs van het Alternatieve Boek (Walter Jens, Dieter Hildebrandt, Gerhard Zwerenz, Robert Jungk)
- Juli 1993: International Humanist Award (Sacharow, Dubček). Hij was de eerste Duitser die deze prijs kreeg.
- Herfst 2001: Erwin Fischer prijs (2000: Johannes Neumann en Ursula Neumann, 2002: Taslima Nasrin, 2004: James Randi, 2006: Nesin Vakfi)
- November 2001: Ludwig Feuerbach prijs (2004: Franz Buggle)
- Oktober 2004: Wolfram von Eschenbach prijs (2002: Oskar Koller 2003: Godehard Schramm 2005: Natascha Wodin 2006: Heinrich Hartl)

De Giordano Bruno Stiftung heeft een Deschner Prijs in het leven geroepen. Laureaat in 2007 was Richard Dawkins.

## Werken
Werken vertaald in het Nederlands:
- Andermaal kraaide de haan: een ontmaskering van het christendom van de evangelisten tot aan de fascisten, 1974, 318 p., Wetenschappelijke Uitgeverij - Amsterdam, ISBN 90-214-2781-8
- De kerk en haar kruis: geschiedenis van de seksualiteit in het christendom, 1980, 570 p., De Arbeiderspers - Amsterdam, ISBN 90-295-1292-X
- Herders en wolven: pausen van de twintigste eeuw, 1995, EPO - Berchem, ISBN 90-644-5927-4